# Rekrut

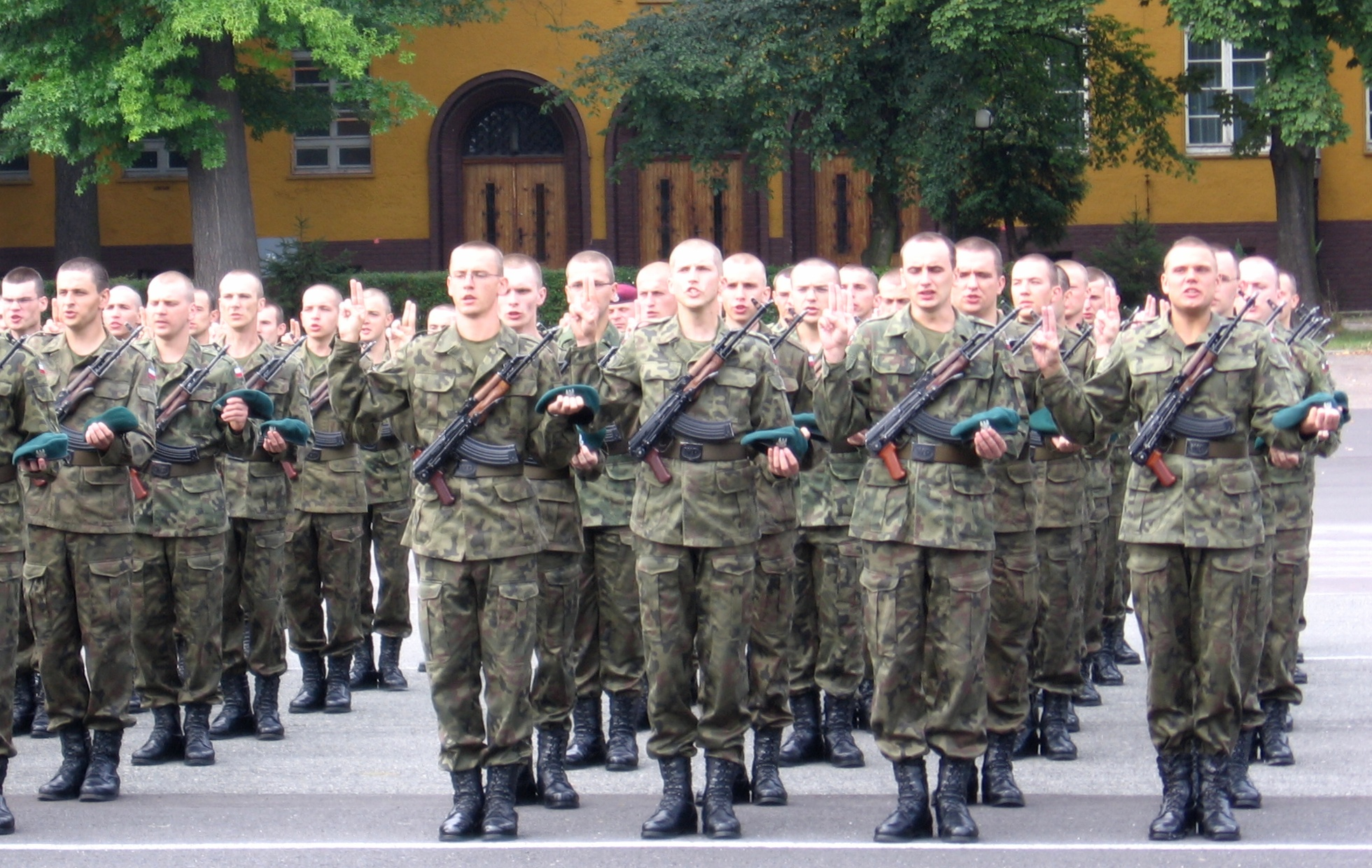
Rekruci składający przysięgę

Rekrut – żołnierz bezpośrednio po wcieleniu do wojska, jeszcze przed złożeniem przysięgi wojskowej. Rekruci podlegają w pierwszym okresie służby szczególnie intensywnemu procesowi przystosowania do zasad życia w koszarach, ćwiczą głównie musztrę wojskową i przechodzą wstępne szkolenie ogólnowojskowe, w tym pierwsze strzelanie z broni osobistej. Każdy rekrut ma stopień wojskowy szeregowego, z tym że studenci uczelni wojskowych oraz odbywający przeszkolenie podczas lub po studiach cywilnych posługują się dodatkowo tytułem podchorążego.
W Polsce, tak jak w wielu innych krajach, powszechnie przyjętą zasadą jest krótkie (do ok. 3 mm) strzyżenie włosów świeżo wcielonych rekrutów, krótsze niż żołnierzy pozostających w służbie już nieco dłużej (starszych służbą); w niektórych jednostkach wojskowych (m.in. w Wojskowej Akademii Medycznej w latach 60. XX wieku) studenci-rekruci (tuż po przyjęciu na I rok studiów) nosili „żółte buty” – wojskowe obuwie o znacznie jaśniejszym odcieniu brązu, niż powszechnie używane wówczas w wojskach lądowych, czym dodatkowo odróżniali się od pozostałych żołnierzy tej jednostki.
Okres, w którym rekruci szkoleni są przed złożeniem przysięgi wojskowej nazywany jest okresem unitarnym (lub w żołnierskim slangu „unitarką”) i trwa obecnie w Polsce od około dwóch (dla odbywających wakacyjne przeszkolenie studentów) lub czterech (dla żołnierzy służby zasadniczej) do sześciu (dla słuchaczy szkół wojskowych) tygodni. Dla żołnierzy TSW okres unitarny trwa 16 dni lub 8 x 2 dni.